# 新井破魔男
新井 破魔男（あらい はまお、天保14年（1843年） - 慶応4年9月5日（1868年10月20日）?）は、新選組隊士。姓は荒井とも。

## 生涯
甲斐国出身。戊辰戦争勃発後、新選組に入隊。
局長近藤勇および会津では隊長・山口二郎（斎藤一）の側近をそれぞれ務めた。
白河口の戦いで負傷し、会津戦争において新政府軍の如来堂襲撃により戦死と伝わるが定かではない。